# Foresta di Ashdown
La foresta di Ashdown è situata nella contea dell'East Sussex, nel sud est dell'Inghilterra. Si tratta di una zona aperta di 6.500 acri (2.630 ettari) di terreno boscoso con pini, betulle e querce nell'Area of Outstanding Natural Beauty dell'High Weald. 
La foresta è diventata famosa essendo l'habitat in cui sono ambientate le storie del famoso orsetto "Winnie the Pooh" scritte da A.A. Milne.
Vi sono stati dibattiti riguardo al fatto che dovesse diventare parco nazionale oppure no. La foresta di Ashdown era parte di una più grande foresta chiamata la foresta di Anderida, adesso conosciuta con il nome di Weald. 
Nella foresta sono stati girati alcuni programmi televisivi e film come la mini serie della HBO/BBC: Band of Brothers - Fratelli al fronte.

## Galleria d'immagini

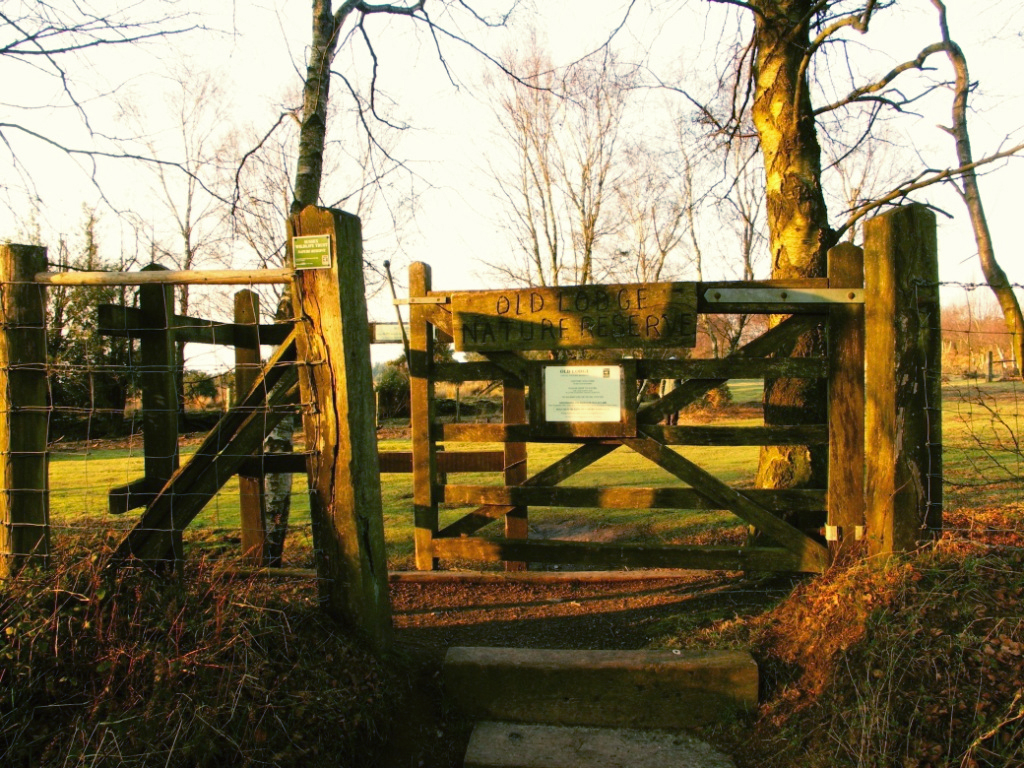
Una palizzata nella foresta di Ashdown.
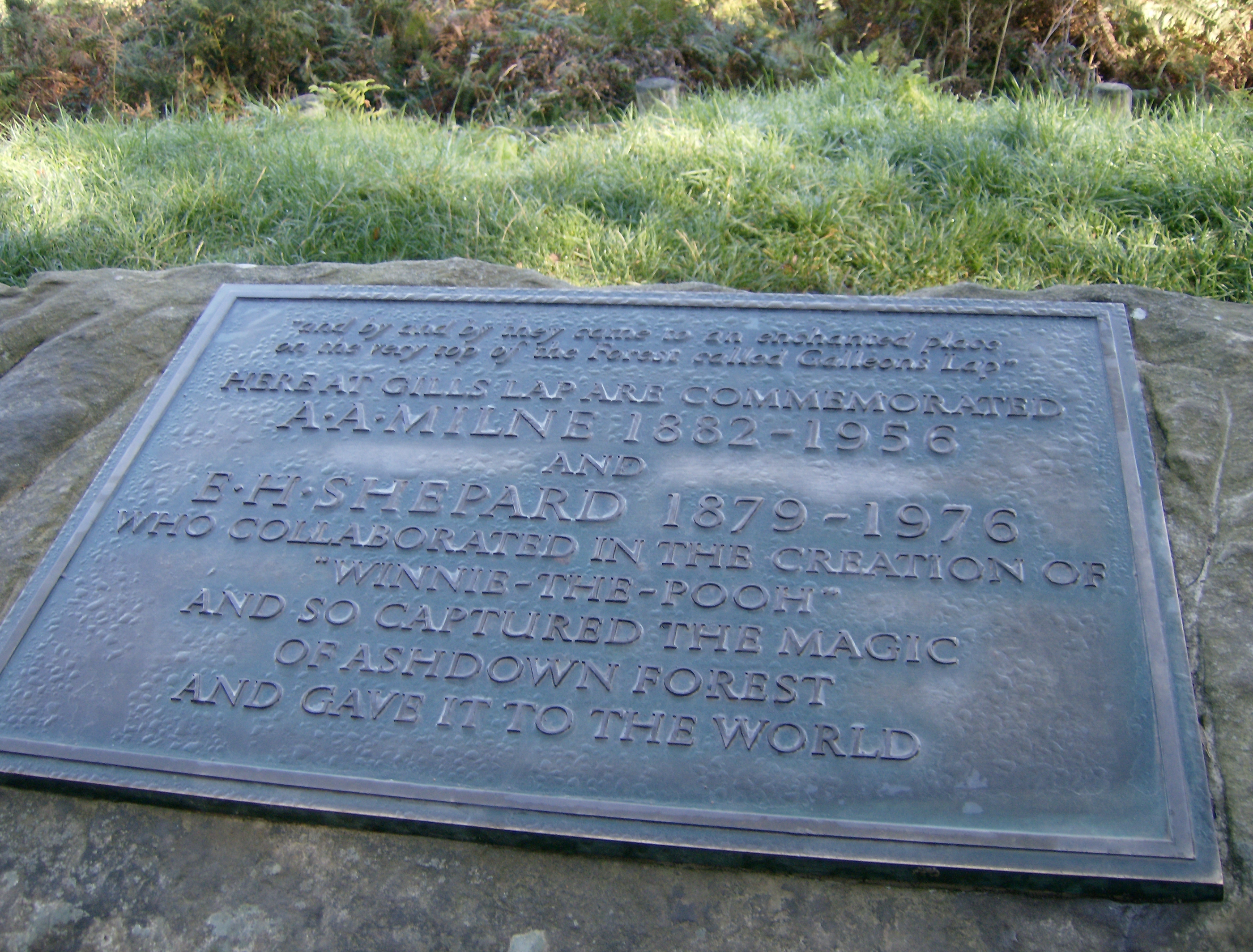
Una targa in memoria dello scrittore A. A. Milne e del suo personaggio "Winnie the Pooh".
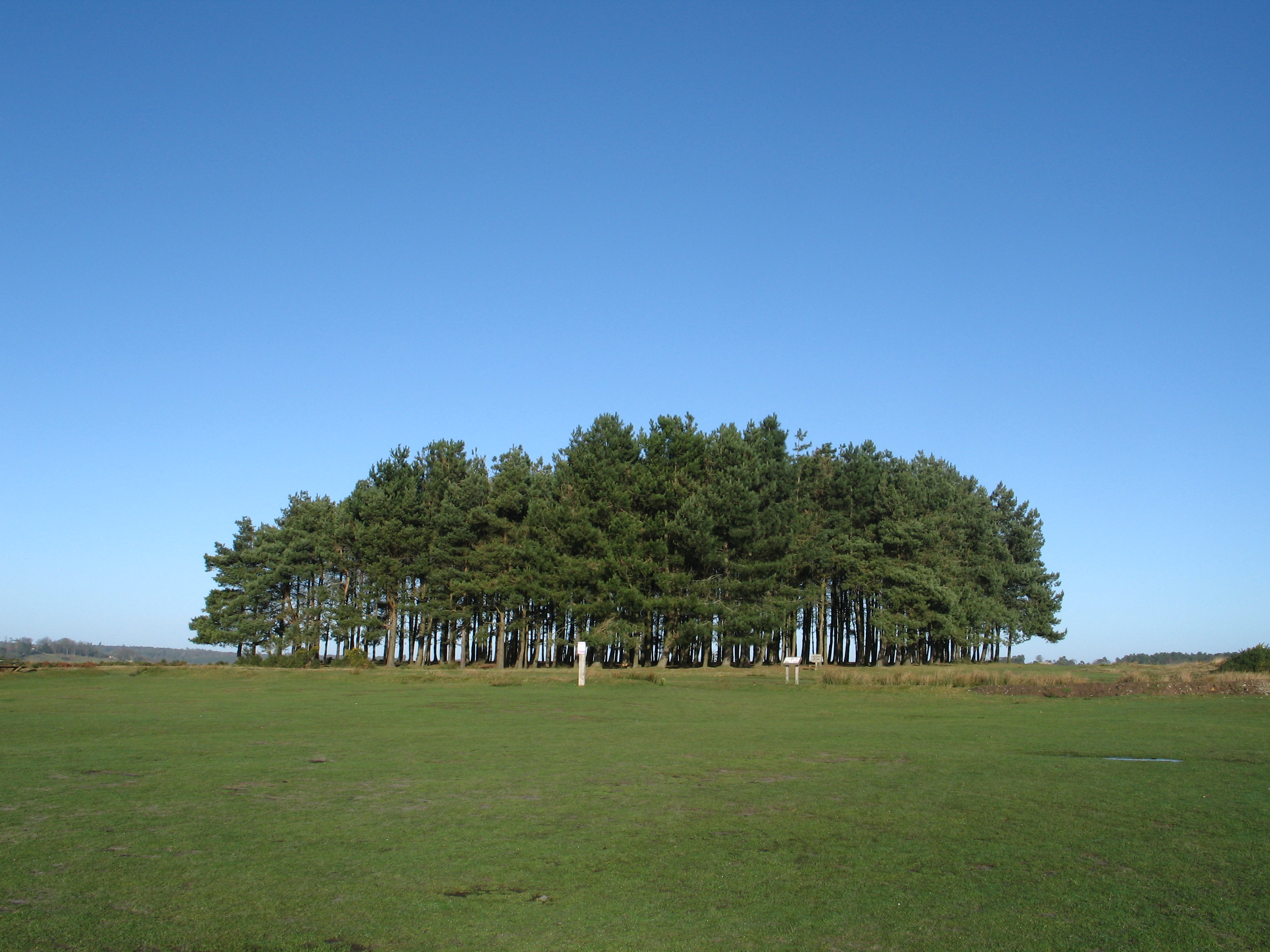
Un gruppo di alberi nella foresta di Ashdown.
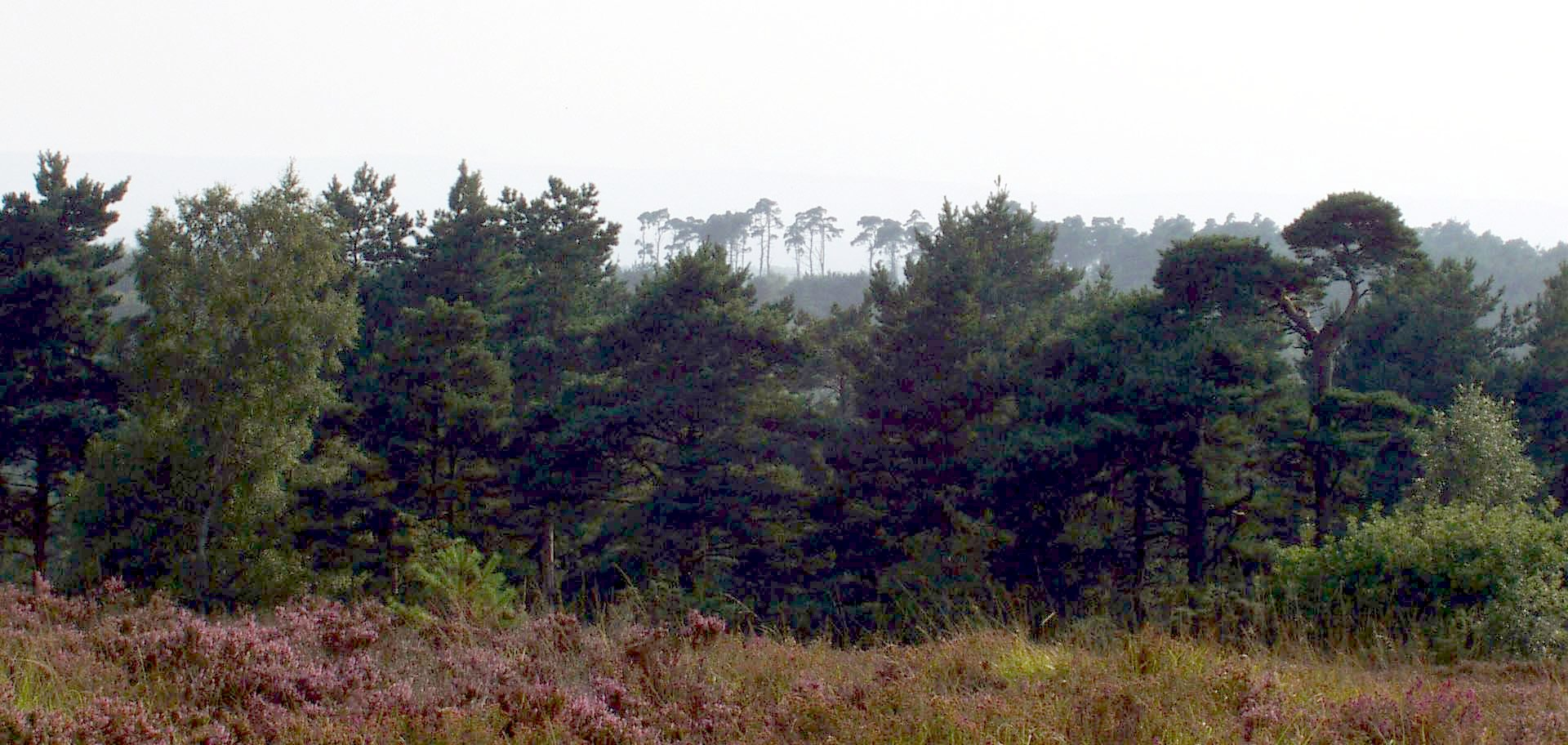
Varietà di alberi nella foresta di Ashdown.